# Tratado de Constantinopla (1913)
O Tratado de Constantinopla ou Tratado de Istambul, foi um tratado entre o Império Otomano e o Reino da Bulgária, assinado em 29 de setembro de 1913 após a Segunda Guerra Balcânica, na capital otomana de Constantinopla (Istambul).

## Antecedentes
Na Primeira Guerra Balcânica, a coalizão da Bulgária, Sérvia, Grécia e Montenegro (Liga Balcânica), juntamente com os rebeldes albaneses derrotam o Império Otomano. Os otomanos perdem quase todas as suas possessões europeias, exceto por um pequeno território ao redor do Mar de Mármara pelo Tratado de Londres. Os otomanos, no entanto, foram capazes de recuperar Trácia Oriental durante a Segunda Guerra Balcânica.  Apesar de negociações de paz entre Bulgária e seus outros vizinhos serem realizadas em Bucareste, o Império Otomano não estava representado ali e conduziu as negociações em separado o que levou ao Tratado de Constantinopla.

## O tratado
Os termos do tratado foram:
1. A Bulgária reconheceu ganhos otomanos de Edirne, Kırklareli e Demótica (Didimoteico) e do território envolvente;
2. O Império Otomano cedeu o porto de Dedeagach (Alexandrópolis) para Bulgária;
3. A troca de territórios deveria ser concluído no prazo de 10 dias;
4. Os exércitos na fronteira seriam desmobilizados dentro de três semanas;
5. Os prisioneiros de guerra de ambos os lados seriam libertados;
6. Ambos, os laços políticos e econômicos, entre os dois países seriam restabelecidos

## Consequências
O Império Otomano e a Bulgária foram aliados dos Impérios Centrais na Primeira Guerra Mundial. Durante a guerra, o governo otomano decidiu ceder Didimoteico à Bulgária (provavelmente para convencer a Bulgária a aderir à guerra). Contudo as Potências Centrais foram derrotadas em 1918 e a Bulgária perdeu tanto a Trácia Ocidental e Didimoteico para a Grécia.